# Nazionale maschile under 23 di calcio della Corea del Sud
La Nazionale di calcio della Corea del Sud Under-23 (in coreano (대한민국 U-23 축구 국가대표팀?)), è la rappresentativa calcistica Under-23 della Corea del Sud ed è posta sotto l'egida della Federazione calcistica sudcoreana. La squadra partecipa ai Giochi asiatici, manifestazione che si tiene ogni quattro anni.

## Palmarès
- Giochi asiatici:

 Medaglia di bronzo: 2
Pusan 2002, Canton 2010
 Medaglia d’oro: 3
Incheon 2014, Giacarta 2018, Hangzhou 2022

## Partecipazioni ai tornei internazionali

### Giochi asiatici
| Anno | Luogo    | Piazzamento  | V | N | P | Gol  |
| ---- | -------- | ------------ | - | - | - | ---- |
| 2002 | Pusan    | Bronzo       | 5 | 1 | 0 | 17:2 |
| 2006 | Doha     | Quarto posto | 4 | 0 | 2 | 9:2  |
| 2010 | Canton   | Bronzo       | 5 | 0 | 2 | 18:5 |
| 2014 | Incheon  | Oro          | 7 | 0 | 0 | 13:0 |
| 2018 | Giacarta | Oro          | 6 | 0 | 1 | 19:7 |
| 2022 | Hangzhou | Oro          | 7 | 0 | 0 | 27:3 |

## Record individuali
| # | Giocatore      | Periodo   | Pres. | Reti |
| - | -------------- | --------- | ----- | ---- |
| 1 | Lee Ki-Hyung   | 1994-1996 | 40    | 7    |
| 1 | Kim Do-Heon    | 2002-2006 | 40    | 3    |
| 3 | Kim Dong-jin   | 2002-2008 | 39    | 6    |
| 4 | Choi Sung-Yong | 1994-1996 | 37    | 0    |
| 5 | Kim Jung-woo   | 2003-2010 | 36    | 2    |
| 6 | Choi Yong-soo  | 1994-1996 | 34    | 18   |
| 6 | Choi Tae-Uk    | 2000-2004 | 34    | 12   |
| 6 | Choi Sung-Kuk  | 2002-2006 | 34    | 2    |
| 9 | Park Dong-Hyuk | 1999-2002 | 31    | 4    |
| 9 | Seo Dong-Myung | 1994-1996 | 31    | 0    |

| # | Giocatore      | Periodo   | Reti | Pres. | Reti/pr. |
| - | -------------- | --------- | ---- | ----- | -------- |
| 1 | Lee Dong-gook  | 1999-2002 | 19   | 27    | 0,7      |
| 2 | Choi Yong-soo  | 1994-1996 | 18   | 34    | 0,53     |
| 3 | Seo Jung-Won   | 1991-1992 | 12   | 22    | 0,55     |
| 3 | Lee Chun-soo   | 1999-2006 | 12   | 27    | 0,44     |
| 3 | Choi Tae-Uk    | 2000-2004 | 12   | 34    | 0,35     |
| 6 | Lee Woo-Young  | 1994-1996 | 11   | 30    | 0,37     |
| 7 | Cho Jae-Jin    | 2003-2004 | 10   | 25    | 0,4      |
| 8 | Park Chu-Young | 2006-2010 | 8    | 21    | 0,38     |
| 8 | Seol Ki-Hyeon  | 1999-2000 | 8    | 22    | 0,36     |
| 8 | No Jung-Yoon   | 1991-1992 | 8    | 28    | 0,29     |

- Il grassetto indica giocatori ancora in attività.

## Commissari tecnici
| Commissario tecnico | Periodo   | Partite | Vitt. | Par. | Sconf. | % Vitt. |
| ------------------- | --------- | ------- | ----- | ---- | ------ | ------- |
| Dettmar Cramer      | 1991-1992 | 18      | 15    | 2    | 1      | 83,33%  |
| Kim Sam-Rak         | 1992      | 11      | 5     | 4    | 2      | 45,45%  |
| Anatolij Byšovec    | 1994-1996 | 39      | 17    | 13   | 9      | 43,59%  |
| Huh Jung-Moo        | 1998-2000 | 29      | 24    | 2    | 3      | 82,76%  |
| Park Hang-Seo       | 2002      | 7       | 6     | 1    | 0      | 85,71%  |
| Kim Ho-Gon          | 2002-2004 | 28      | 17    | 5    | 6      | 60,71%  |
| Pim Verbeek         | 2006-2007 | 6       | 5     | 0    | 1      | 83,33%  |
| Park Seong-Hwa      | 2007-2008 | 13      | 7     | 5    | 1      | 53,85%  |
| Hong Myung-Bo       | 2009-2012 | 32      | 19    | 8    | 5      | 59,38%  |